# Pseudosetaphora ovata
Pseudosetaphora ovata är en kräftdjursart som först beskrevs av Gustav Budde-Lund1913.  Pseudosetaphora ovata ingår i släktet Pseudosetaphora och familjen Philosciidae. Inga underarter finns listade i Catalogue of Life.